# Griechischer Pessimismus
Als griechischen Pessimismus versteht man eine gewisse Lebensverneinung, die das griechische Denken seit der Archaik prägte.
Die Menschen sind dem Schicksal und den allmächtigen Göttern willenlos ausgeliefert und materielles Glück ist nur von kurzer Dauer. Einen Ausweg bietet nur die Sophrosyne-Ethik, festgehalten in den delphischen Maximen der berühmten Sieben Weisen am Apollon-Tempel in Delphi:
| Weiser                | Griechisch          | Deutsch                            |
| --------------------- | ------------------- | ---------------------------------- |
| Thales von Milet      | Γνῶθι σεαυτόν.      | Erkenne dich selbst!               |
| Solon von Athen       | Μηδὲν ἄγαν.         | Nichts zu sehr!                    |
| Chilon von Sparta     | Ἐγγύα, πάρα δ’ ἄτα. | Bürgschaft, — schon ist Unheil da. |
| Pittakos von Mytilene | Γίγνωσκε καιρόν.    | Erkenne den passenden Augenblick!  |
| Bias von Priene       | Οἱ πλεῖστοι κακοί.  | Die Meisten sind schlecht.         |
| Kleobulos von Lindos  | Μέτρον ἄριστον.     | Maß ist das Beste.                 |
| Periander von Korinth | Μελέτη τὸ πᾶν       | Habe das Ganze im Sinn.            |

Dieses pessimistische Denken findet sich zum Beispiel auch bei Sokrates wieder, der im Tod nichts Schlimmes sieht: danach kommt die Seele, wenn der Mensch ein Leben in Weisheit geführt hat, ins reine Land der Ideen, wo nur noch ungetrübte Erkenntnis auf sie wartet.
Von der Forschungsgeschichte ausgehend ist diese Interpretation vergleichsweise jung, denn noch Johann Joachim Winckelmann, ein Zeitgenosse Goethes, attestierte den Griechen eine „Edle Einfalt und stille Größe“, was auf eine gegenteilige Position rückschließen lässt. Erst die Philologie des 19. Jahrhunderts hob diesen Optimismus wieder auf. Der deutsche Philologe Nietzsche hob diese Position der Klassik auf und beantwortete sie mit einer romantisch geprägten, indem er die griechische Mentalität neuinterpretiert. Er lässt aber auch hierbei Raum, da er den  Mysterienkulten eine Sonderstellung einräumt, die eine Depressivität relativiert. Gut erkennbar ist dies an Apollon und Dionysos, jenes Gegensatzpaar, welches Pessimismus und Optimismus symbolisiert.

## Beispiele

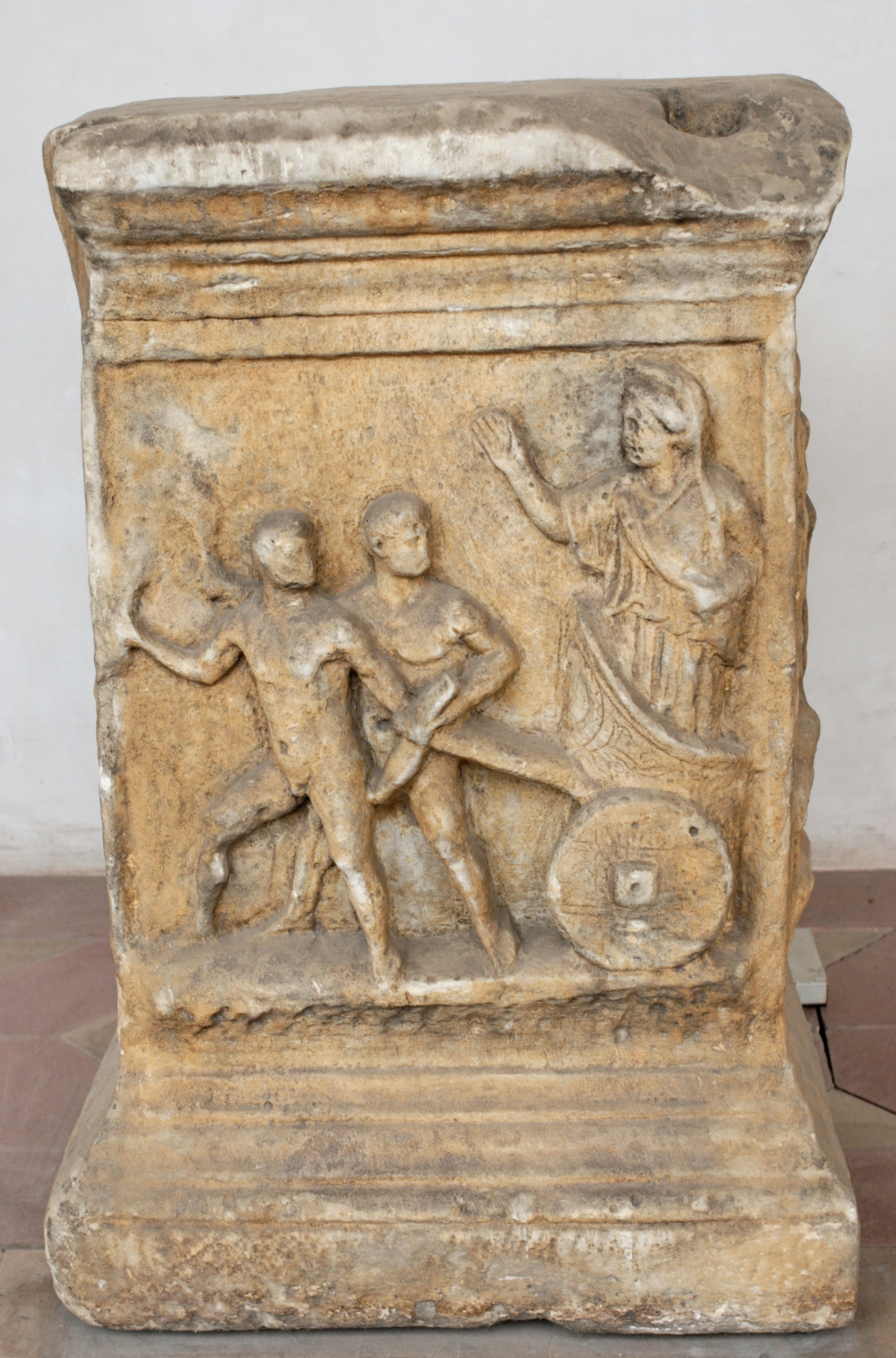
Römischer Grabaltar mit Kleobis und Biton, Museo Nazionale Romano

Ein anderes klassisches Beispiel ist die von Herodot dargestellte Glücksdefition des Solon, der übrigens auch zu den Sieben Weisen zählte. Danach ist nur der wahrlich glücklich, der sein Leben gut beendet, alles vorher zählt nicht, denn es ist ja dem Wechselspiel des Schicksals ausgeliefert.
Als glücklichsten Menschen bezeichnet Solon den Athener Bürger Tellos, weil er „viele gute und schöne Kinder hatte, als es der Stadt gut ging, und er sah diese alle Kinder gebären und alle überlebten, es ihm nach unseren Maßstäben gut ging und ihm ein vortreffliches Ende zuteil wurde“. Tellos fiel nämlich für seine Heimatstadt Athen in der Schlacht.
Als zweiter Stelle rangieren bei ihm die Brüder Kleobis und Biton, zwei starke, junge Männer, die, statt der Ochsen, die auf dem Feld waren, den Wagen ihrer Mutter, einer Herapriesterin, zum Tempel von Argos zogen. Danach erbat die Mutter von der Gottheit als Lohn für die Mühe ihrer Söhne das beste, was einem Menschen widerfahren kann: Kleobis und Biton starben in derselben Nacht.